# Afefobia
Afefobia ('Afe' vem da palavra "afeto" e 'fobia' do Grego φόβος "medo") é o medo exagerado de ser tocado de qualquer modo, geralmente expressando um enorme desconforto, repúdio, pavor ou ódio. Mark Gray, personagem do seriado The Following, sofre de um caso "moderado" de afefobia.
Exemplo de caso real : Uma menina chamada Jayane B. diz que não gosta de ser tocada por ninguém, e quando é tocada, entra em total revolta de ódio.
O personagem Buddy Revell do filme Te Pego Lá Fora também possui afefobia, agredindo qualquer pessoa que colocasse a mão nele.
Sam "Porter" Bridges do videogame Death Stranding possui afefobia, e, ao ser tocado, marcas são deixadas em seu corpo. 

## Sintomas
Assim como em várias outras fobias, os sintomas sentidos por quem sofre de afefobia variam de acordo com o indivíduo. Porém, uma lista resumida de sintomas apresenta os seguintes itens:
- Desconforto e transpiração;
- Náusea;
- Taquicardia;
- Boca seca;
- Tontura;
- Pânico;
- Aparente torpor;
- Sentidos mais apurados;
- Falta de ar;
- Aparente aprisionamento;
- Tensão ou rigidez muscular;
- Tremulação;
- Hiper-ventilação;
- Sentimento de descontrole;
- Sentimento de destruição ou desastre iminente.